# Armando Castillo Plaza
Armando Castillo Plaza (Caracas, 16 de agosto de 1902 – Caracas, 26 de diciembre de 1962) fue un médico venezolano.

## Reseña biográfica
Armando Castillo Plaza nació en Caracas el 16 de agosto de 1902. fueron sus padres
Miguel Castillo Coronel y Encarnación Plaza. El 26 de diciembre de 1926 se casa con Cristina Blanco Yépez dicho matrimonio nacieron 10 hijos, 7 varones y 3 hembras. Estudió primaria en la Escuela de las Hermanas Franciscanas, comenzó el bachillerato en el Colegio de los Padres Franceses y lo termina en el Liceo Caracas y se gradúa de médico el 11 de octubre de 1926.
Desempeño la carrera sanitaria en los cargos de: Médico Rural, Jefe de Instituto Autónomo de la región sanitaria Aragua, Encargado del Ministerio. Director del Instituto de los Seguros sociales. Presidente de la Federación Venezolana, Promotor y Presidente del Instituto de Previsión Social del Médico.
Murió en Caracas el 26 de diciembre de 1962 en el Hospital Universitario de Caracas.

## Honores
En el estado Zulia una maternidad lleva su nombre "Maternidad Dr. Armando Castillo Plaza"
En Petare estado Miranda hay un liceo que lleva su nombre "Unidad Educativa Nacional Armando Castillo Plaza"